# Comano, Toscana
Comano är en ort och kommun i provinsen Massa-Carrara i regionen Toscana i Italien. Kommunen hade 699 invånare (2018).